# Zoho Mail
Zoho Mail is de webmaildienst van Zoho Corporation, bedoeld voor zakelijk gebruik. Er is een gratis versie voor consumenten beschikbaar. Standaard eindigen Zoho Mail-adressen op @zoho.com. Met de betaalde versie van Zoho Mail is het mogelijk het e-mailadres te laten eindigen op een eigen gespecifieerd domein.
Zoho Mail is te gebruiken in het Nederlands en is qua functieomvang vergelijkbaar met Gmail. Er is, net zoals bij Gmail, ook een mobiele versie en mobiele app beschikbaar voor iOS en Android.
Inloggen is mogelijk via Zoho Accounts of via de integratie met verschillende diensten, waaronder Google Accounts, Google Apps, Yahoo! en Facebook. Reclame is niet aanwezig in de gratis versie van Zoho Mail.

## Functies
Basisfuncties
- E-mails opstellen, beantwoorden en doorsturen
- Bijlagen
- Persoonlijke mappen
- Onbeperkte opslagruimte
- Ingebouwde chatfunctionaliteit (Zoho Chat)
- Notificaties voor nieuwe e-mails

Technisch
- Ondersteuning voor POP3 en IMAP

Filters
- Spamfilters: ingebouwde spamfilters en eigen spamfilters
- Filters om bepaalde e-mails te verplaatsen of te wissen (vergelijkbaar met regels in Outlook)